# Leo XIV.

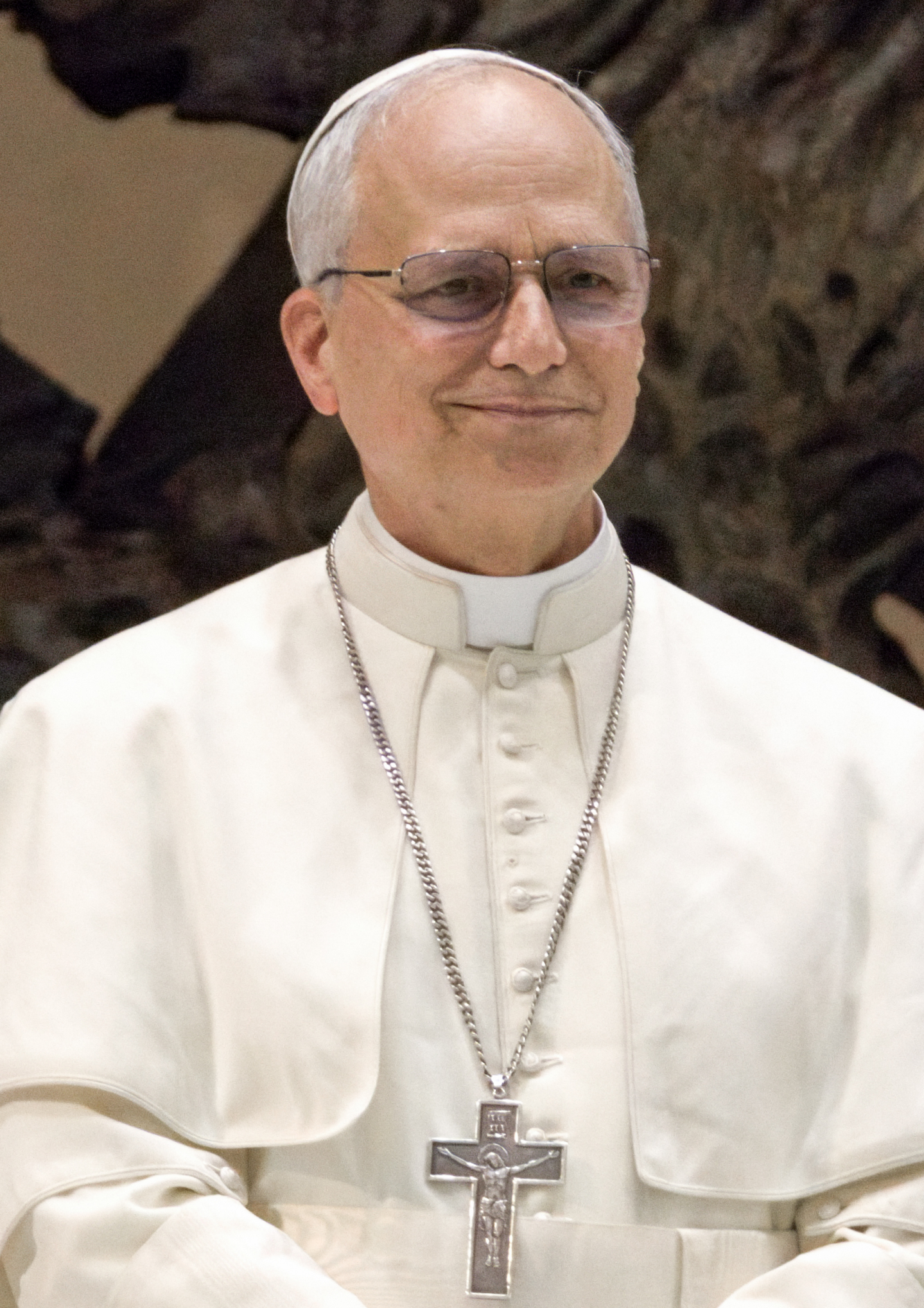
Papst Leo XIV. (2025)

Leo XIV. (bürgerlich Robert Francis Prevost OSA (ˈrɒbərt ˈfrænsɪs 'priːvoʊst); * 14. September 1955 in Chicago, Illinois, Vereinigte Staaten) ist seit seiner Wahl am 8. Mai 2025 der 267. Bischof von Rom (Papst), Oberhaupt der römisch-katholischen Kirche und Staatsoberhaupt des Staates der Vatikanstadt.
Vor seiner Wahl zum Papst war der Ordensgeistliche von 2001 bis 2013 Leiter (Generalprior) des Augustinerordens, von 2015 bis 2023 Bischof des Bistums Chiclayo im Nordwesten Perus und zuletzt Kurienkardinal. Im Januar 2023 wurde er von Papst Franziskus zum Präfekten des Dikasteriums für die Bischöfe, im September 2023 zum Kardinal erhoben.
Seit 2015 besitzt er neben der Staatsbürgerschaft der Vereinigten Staaten auch die peruanische Staatsbürgerschaft, außerdem seit 2023 von Amts wegen die des Vatikans.

## Leben und Werdegang

### Familie

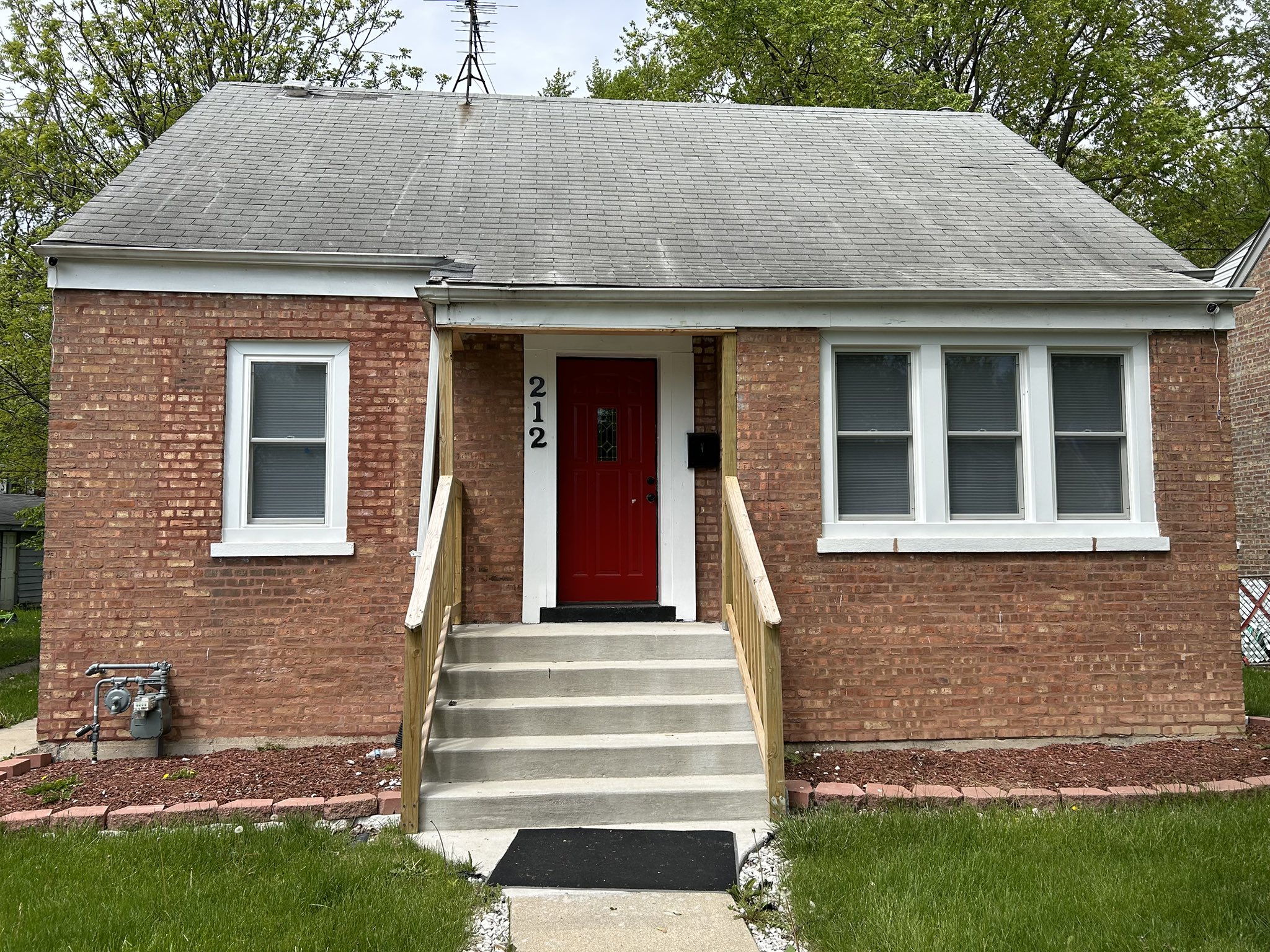
Das Elternhaus von Robert Francis Prevost in Dolton, Illinois (2025)

Prevost entstammt einer „urkatholischen“ Familie mit französischen, italienischen und kreolischen Wurzeln. Sein Großvater väterlicherseits, Salvatore Giovanni Riggitano, stammte aus Italien und änderte nach seiner Auswanderung in die USA im Jahr 1905 seinen Namen in John R. Prevost – er übernahm dabei den Geburtsnamen seiner Schwiegermutter, der Französin Jeanne Eugénie Prévost (1864–1939). Sein Vater Louis Marius Prevost (1920–1997) war französischer und italienischer Abstammung und diente im Zweiten Weltkrieg in der U.S. Navy. Er nahm im Juni 1944 an der Landung der alliierten Streitkräfte in der Normandie teil. Nach dem Krieg arbeitete er zunächst als Pädagoge im Brookwood School District 167 und an der Mount Carmel Elementary School in Chicago. Zuletzt war er Superintendent für Schulen in Chicago. Seine Mutter Mildred Martínez (1911–1990) hatte Louisiana-kreolische sowie hispaniolische Vorfahren und war Bibliothekarin. Eine mögliche spanische und maltesische Herkunft ist unwahrscheinlich. Prevost hat zwei ältere Brüder, Louis Martín und John Joseph, ein ehemaliger Rektor einer katholischen Schule. Seine Eltern waren in der Pfarrei St. Mary of the Assumption in Chicago aktiv, wo er wie seine Brüder als Messdiener (Ministrant) tätig war.

### Ausbildung und Positionen im Augustinerorden (1955–2013)
Prevost besuchte bis zu seinem Highschool-Abschluss im Jahre 1973 ein katholisches High-School-Seminar, The Saint Augustine Seminary, in Michigan und studierte an der Villanova University in Villanova bei Philadelphia zunächst Mathematik und Philosophie.
Nach den Examina in beiden Fächern im Jahre 1977 trat er in die Ordensgemeinschaft der Augustiner ein und durchlief das Noviziat. Dann studierte er bis 1982 Theologie an der Catholic Theological Union in Chicago (Master of Divinity), anschließend an der Päpstlichen Universität Heiliger Thomas von Aquin in Rom („Angelicum“) Kirchenrecht. Am 29. August 1981 legte er das ewige Ordensgelübde (Profess) ab und empfing am 19. Juni 1982 in Rom im Augustinerkolleg von Santa Monica das Sakrament der Priesterweihe durch den belgischen Erzbischof Jean Jadot, damals Vizepräsident des Päpstlichen Rates für die Nichtchristen (heute Dikasterium für den Interreligiösen Dialog). 1987 wurde er mit einer kirchenrechtlichen Dissertation von der Päpstlichen Universität Heiliger Thomas von Aquin in Rom zum Dr. iur. can. promoviert. Das Thema der Dissertation lautete „Die Rolle des örtlichen Priors im Orden des heiligen Augustinus“.
Von 1985 bis 1987 arbeitete „Padre Roberto“ als Missionar in der traditionell von Augustinern betreuten damaligen Territorialprälatur Chulucanas und heutigem Bistum Chulucanas in Peru. 1987 wurde er zum Leiter der Berufungspastoral und Missionsdirektor der Augustinerprovinz „Mutter des Guten Rates“ in Olympia Fields in Illinois gewählt. Von 1988 bis 1998 wirkte er als Leiter des gemeinsamen Ausbildungsprojekts für Augustiner-Aspiranten aus den Vikariaten Chulucanas, Iquitos und Apurímac im Erzbistum Trujillo, ebenfalls in Peru. Dort war er Prior seines Ordens (1988–1992), Ausbildungsleiter (1988–1998), Lehrer der Professen (1992–1998) und Provinzialoberer der Augustiner in Peru (1998–2001).

Die Kathedralbasilika St. Maria ist der Bischofssitz des Erzbistums Trujillo in Peru, in dem Prevost nahezu 10 Jahre wirkte. Die kunsthistorisch bedeutende Kirche wurde zwischen 1647 und 1666 erbaut.

Im Erzbistum Trujillo war er Kirchengerichtsvikar (1989–1998) und Professor für Kirchenrecht, Patristik und Moral am Priesterseminar „San Carlos y San Marcelo“.
1998 wurde Prevost zum Provinzialprior der Ordensprovinz in Chicago gewählt, das Amt trat er im März 1999 an. Im Jahr 2000 erlaubte er einem seit 1991 wegen Missbrauchsvorwürfen suspendierten Augustinerpater, unter Aufsicht in einem Kloster in Chicago zu wohnen. Dieser wurde 2002 nach Einführung strengerer Regeln zum Umgang mit des Missbrauchs Beschuldigten (Dallas Charter) umgesiedelt.

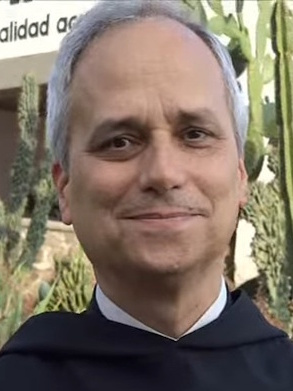
Pater Robert Prevost als Generalprior der Augustiner (2012)

Von 2001 bis 2013 war Prevost Generaloberer des Augustinerordens mit Sitz in Rom. Prevost beherrscht die Sprachen Englisch, Italienisch, Spanisch und Portugiesisch und liest Deutsch und Latein, die Lingua franca der römisch-katholischen Kirche. Auch eine „normale Unterhaltung“ auf Deutsch sei mit ihm möglich, wie sich zwischen 2001 und 2013 gezeigt hat, als er in seiner Amtszeit als Ordensoberer mehrmals die österreichischen und deutschen Augustiner besuchte. Während seines Aufenthalts in Peru erwarb Leo Grundkenntnisse in einer der Quechua-Sprachen.
Prevost vertrat bei einer Ansprache im Jahr 2012 die Auffassung, dass die westlichen Massenmedien „außerordentlich effektiv“ darin seien, Sympathien für Lebensstile und Überzeugungen hervorzurufen, die der Botschaft der Bibel widersprächen. Als Beispiele nannte er den „homosexuellen Lebensstil“, Abtreibung und Sterbehilfe. Insbesondere lehnte er positive oder sympathisierende Darstellungen von Regenbogenfamilien in Film und Fernsehen ab.

### Zeit in Chiclayo (2014–2023)

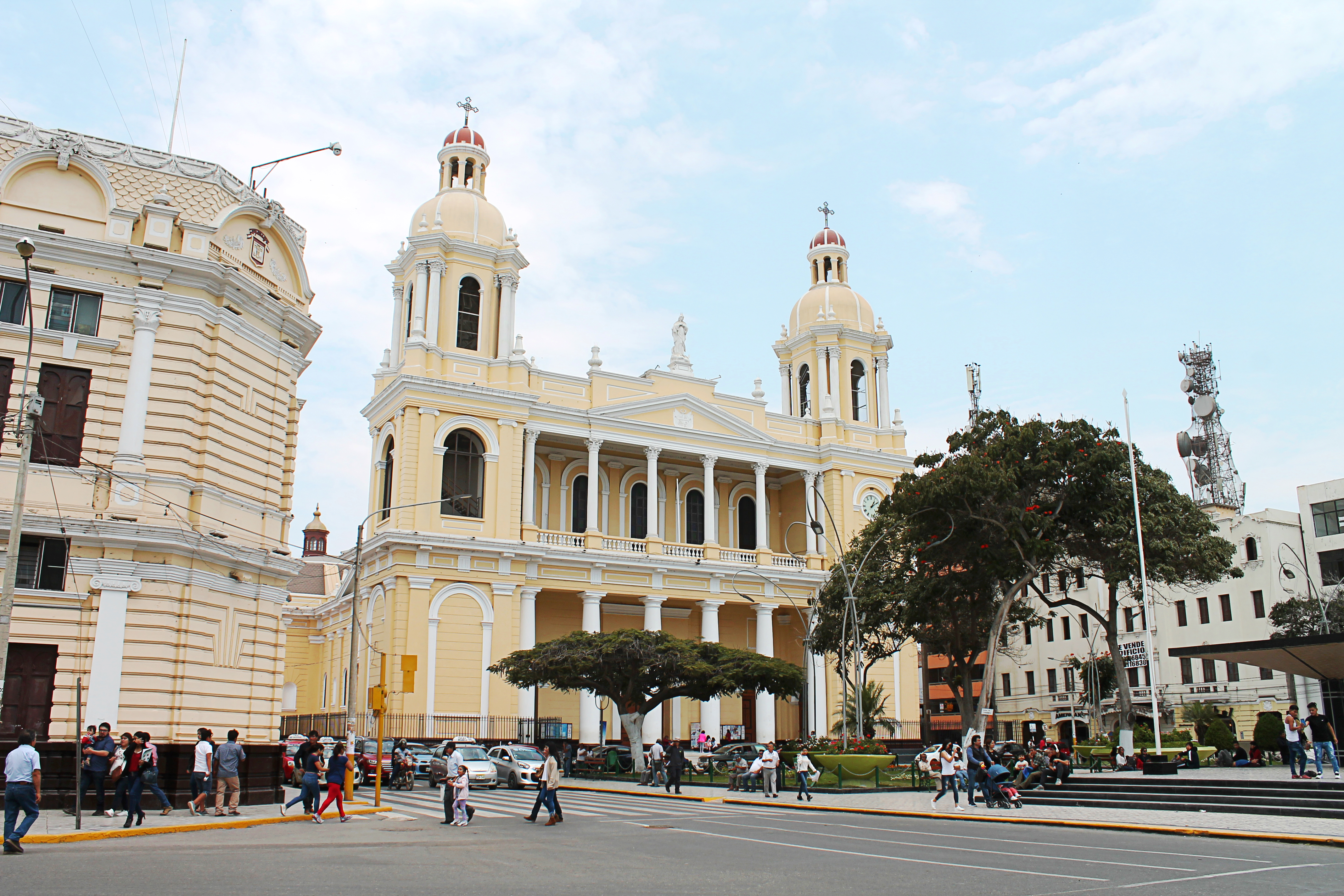
Die Kathedrale Santa María in Chiclayo, Peru, Prevosts Bischofskirche als Oberhirte der Diözese Chiclayo von 2015 bis 2023 (2018)

Bischofswappen von Robert Francis Prevost

Am 3. November 2014 ernannte ihn Papst Franziskus zum Titularbischof von Sufar und bestellte ihn zum Apostolischen Administrator von Chiclayo in Peru. Die Amtseinführung als Administrator folgte vier Tage später. Der Apostolische Nuntius in Peru, Erzbischof James Patrick Green, spendete ihm am 12. Dezember desselben Jahres die Bischofsweihe. Mitkonsekratoren waren der Altbischof von Chiclayo, Jesús Moliné Labarta, und der Erzbischof von Ayacucho oder Huamanga, Salvador Piñeiro García-Calderón. Am 26. September 2015 ernannte Papst Franziskus ihn zum Bischof von Chiclayo. Da laut einem 1980 abgeschlossenen Staatsvertrag zwischen dem Vatikan und Peru (Konkordat) nur peruanische Staatsbürger zu Bischöfen ernannt werden dürfen, erwarb er am 24. August 2015 die peruanische Staatsbürgerschaft. Die Ernennung zum Bischof durch Franziskus war als Warnsignal des Vatikans an damals einflussreiche rechtskatholische Gruppen – wie z. B. Sodalitium Christianae Vitae – zu verstehen.
Während seiner Zeit als Bischof gewann er einen Ruf als „Kämpfer gegen Armut, Umweltzerstörung und Ungerechtigkeit“. So kümmerte er sich beispielsweise um die Personen in den Armenvierteln, die vom Wetterphänomen El Niño betroffen waren. Zudem unterstützte er Armenküchen und andere Wohltätigkeitszwecke. Außerdem setzte er sich für bessere Wohnverhältnisse an der Nordküste ein, da diese besonders von Überflutungen betroffen ist.
2017 forderte Prevost den ehemaligen Staatspräsidenten von Peru, Alberto Fujimori, öffentlich auf, sich bei den Opfern des von ihm geführten Staatsterrorismus zu entschuldigen. Zudem traf er sich auch mit Opfern im Rahmen des Missbrauchsskandals um die Kongregation Sodalicio de Vida Cristiana und leitete die Informationen darüber an Papst Franziskus weiter, der die Kongregation daraufhin auflöste.
Am 13. Juli 2019 berief ihn Papst Franziskus für fünf Jahre zum Mitglied der Kongregation für den Klerus und am 21. November 2020 zum Mitglied der Kongregation für die Bischöfe. Vom 15. April 2020 bis zum 26. Mai 2021 war er während der Sedisvakanz zusätzlich Apostolischer Administrator von Callao.
2024 wurde bekannt, dass Prevost 2022 eine kanonische Voruntersuchung wegen Missbrauchsvorwürfen gegen zwei Priester der Diözese Chiclayo eingeleitet hatte. In Erklärungen gegenüber der linksliberalen peruanischen Zeitung La República sagte Prevost: „Wenn Sie Opfer von sexuellem Missbrauch durch einen Priester sind, melden Sie es.“ Laut Diözesanangaben wurden die Ergebnisse im Juli 2022 an das vatikanische Hauptamt für die Glaubens- und Sittenlehre (Dikasterium für die Glaubenslehre) weitergeleitet, das – wie die staatlichen Behörden Perus – eine unzureichende Beweislage attestierte. In der Nachrichtensendung vom 8. September 2024 warfen die mutmaßlichen Opfer Bischof Prevost Vertuschung vor. Die peruanischen Investigativreporter Pedro Salinas und Paola Ugaz, die den Fall umfangreich recherchiert haben, sind der Auffassung, dass die Anschuldigungen gegen Prevost falsch seien. Im Gegenteil: Bei ihren Recherchen hätten sie in Prevost einen Verbündeten gefunden, der ihnen auch einen direkten Zugang zu Papst Franziskus eröffnet habe.

### Zeit im Vatikan

#### Präfekt des Dikasteriums für die Bischöfe (2023–2025)

Erzbischöfliches Wappen von Robert Francis Prevost

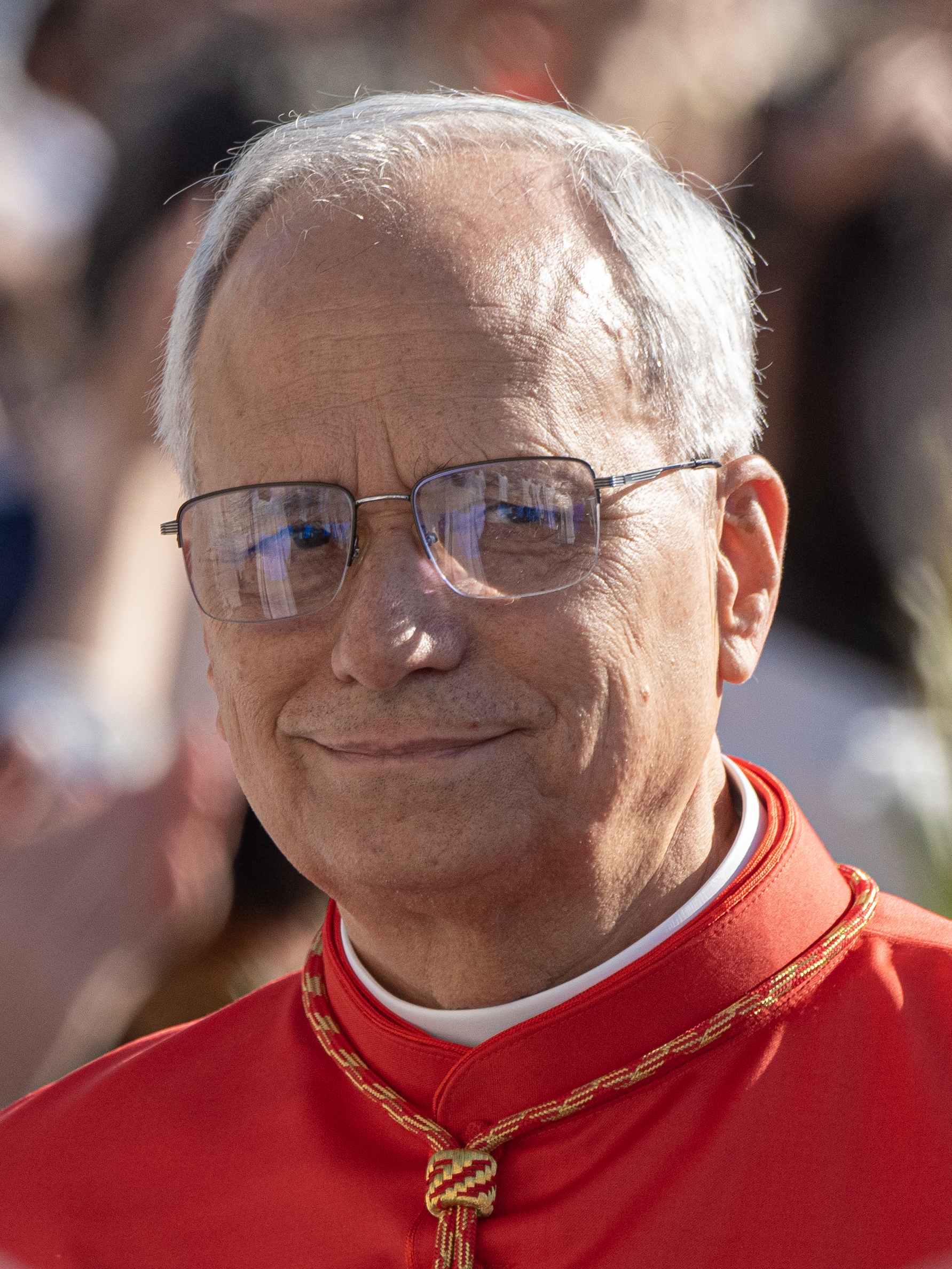
Kardinal Robert Prevost (2023)

Kardinalswappen von Robert Francis Prevost (2023–2025)

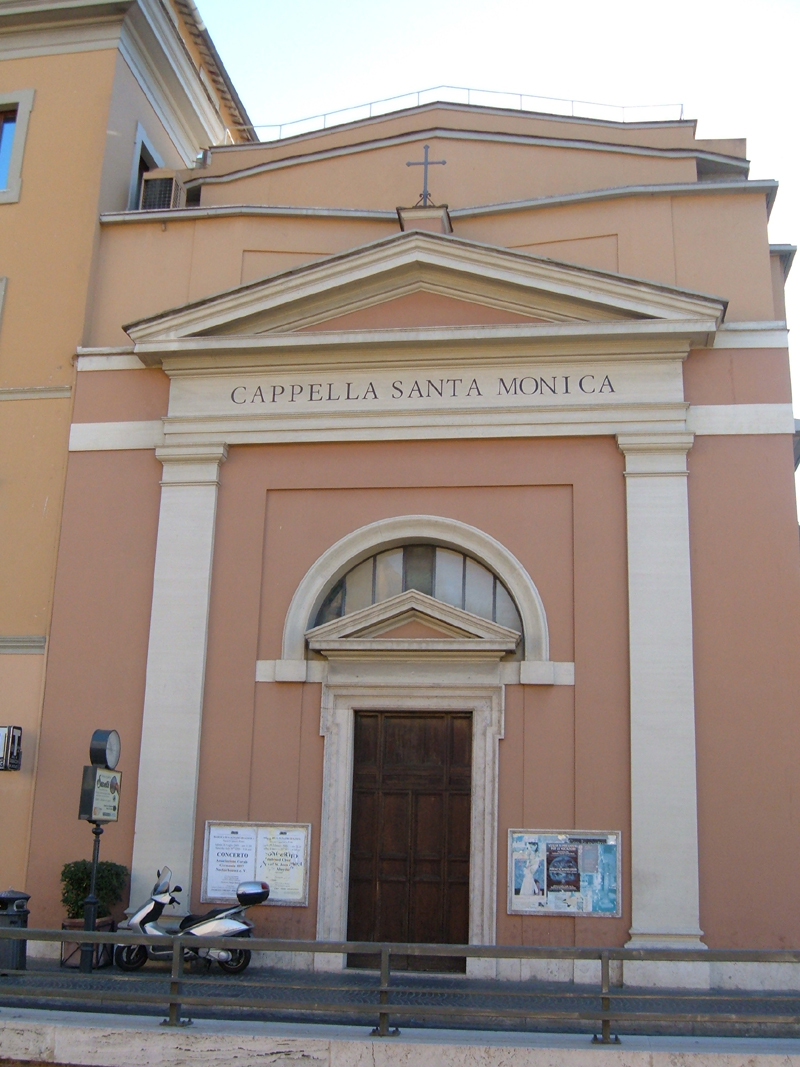
Die Kirche Santa Monica degli Agostiniani, Kardinal Prevosts Titelkirche in Rom und der Ort seiner Priesterweihe im Jahr 1982

Am 30. Januar 2023 ernannte ihn Papst Franziskus zum Erzbischof und zum Präfekten des Dikasteriums für die Bischöfe; zu seinen Amtspflichten gehörte auch die Überwachung der Durchsetzung der Richtlinien zur Bekämpfung sexuellen Missbrauchs in den Diözesen. Er war damit an den Bischofsernennungen weltweit beteiligt. Zugleich bestellte ihn Papst Franziskus zum Präsidenten der Päpstlichen Kommission für Lateinamerika. Er trat das Amt am 12. April 2023 an. Damit folgte er in beiden Ämtern auf Kardinal Marc Ouellet, der von dem Amt altersbedingt zurücktrat.
Prevost gilt als pragmatischer Diplomat. So verhandelte er beispielsweise an der Seite von Kardinalstaatssekretär Pietro Parolin zwischen den deutschen Bischöfen und dem Vatikan, als der Synodale Weg im Jahr 2023 auf Kritik stieß.
Kardinal Prevost begrüßte das in der neuen Kurienverfassung festgelegte Verfahren, dass nun auch Laien an der Auswahl von Bischöfen mitwirken können. Ihm zufolge bedeutete das dennoch nicht, dass die „Ortskirche ihren Hirten wählen muss, als ob die Berufung zum Bischof das Ergebnis einer demokratischen Abstimmung, eines fast ‚politischen‘ Prozesses wäre“. 2023 äußerte er sich bei der Weltsynode zur Synodalität mit Bezug auf die Frauenordination skeptisch und meinte, dass sie „nicht unbedingt ein Problem löst, sondern vielleicht ein neues Problem schafft“.
2024 sagte Prevost in einem Interview, er habe im Zuge der Weltsynode gelernt, wie viele verschiedene Sichtweisen es auf die Rolle des Bischofs gebe. Der Grundsatz sei jedoch seiner Meinung nach, dieser solle kein „kleiner Fürst sein, der in seinem Königreich sitzt“ (little prince sitting in his kingdom), sondern sei „authentisch dazu berufen, bescheiden zu sein; den Menschen, denen er dient, nahe zu sein, mit ihnen zu gehen, mit ihnen zu leiden“. Prevost gilt als Unterstützer des synodalen Prinzips, und in seiner ersten Ansprache als Papst bekräftigte er, dass „wir euch allen Brüdern und Schwestern (…) eine synodale Kirche sein wollen, eine Kirche, die unterwegs ist“.
Nach der Veröffentlichung der Deklaration Fiducia supplicans des Dikasteriums für die Glaubenslehre, die die Segnung von nicht kirchlich verheirateten Paaren erlaubt, betonte Prevost die Rolle der nationalen Bischofskonferenzen. Diese müssten seiner Meinung nach angesichts der kulturellen Unterschiede über die lehrmäßige Autorität verfügen, solche Richtlinien in ihrem lokalen Kontext auszulegen und anzuwenden.
Prevost kritisierte auf X mehrmals die Regierung Trump, insbesondere Präsident Donald Trump und den 2019 zum Katholizismus konvertierten Vizepräsidenten JD Vance. In einigen seiner Beiträge zeigte er Sympathien mit Flüchtlingen sowie mit George Floyd.
Er sprach sich, ähnlich wie Papst Franziskus, wiederholt für entschiedenes Handeln gegen den menschengemachten Klimawandel aus (siehe auch Laudato si’). Er rief die Kirche dazu auf, größere Anstrengungen gegen die Zerstörung der Erde zu unternehmen. Die Beherrschung der Welt dürfe nicht „tyrannisch“ werden.
In der Vollversammlung der Kardinäle (Konsistorium) vom 30. September 2023 nahm ihn Papst Franziskus als Kardinaldiakon mit der Titeldiakonie Santa Monica in das Kardinalskollegium auf. Die Besitzergreifung seiner Titeldiakonie, der Klosterkirche des Augustinerkollegs, fand am 28. Januar des folgenden Jahres statt. Am 6. Februar 2025 erhob ihn der Papst zum Kardinalbischof des suburbikarischen Bistums Albano.
Am 11. Februar 2025 verlieh der Großmeister des Malteserordens Fra’ John Dunlap Prevost die Insignien des Ehren- und Devotions-Großkreuz-Bailli des Ordens.

#### Kardinalswappen
Das Kardinalswappen von Prevost ist vom Wappenschild her identisch mit den Wappen, derer sich Prevost als Bischof und Erzbischof bedient hatte und nahezu identisch mit seinem Wappen als Papst. Allerdings ist der untere rechte Sektor hier weiß unterlegt und das Banner, auf dem sein Wahlspruch steht, ist gelb. Zudem befindet sich hinter dem Wappenschild ein Kardinalshut (Galero) mit zweimal 15 roten Fiocchi (Quasten), der auf seine Kardinalswürde hinweist.

#### Wahlspruch
Der bischöfliche Wahlspruch ist einer Predigt des heiligen Augustinus (Enarrationes in Psalmos 127,3) entnommen: “nos multi in illo uno unum”, sinngemäß: „In jenem einen (Christus) sind wir vielen eins“ oder „In dem einen Christus sind wir eins“. Dieses Augustinuszitat wurde zu “in illo uno unum”, sinngemäß: „In jenem einen (Christus) eins“, verkürzt.

#### Mitgliedschaften in Dikasterien der römischen Kurie
Von 2023 bis zu seiner Wahl zum Papst 2025 war er Mitglied der folgenden Zentralbehörden (Dikasterien) der römischen Kirche:
- Dikasterium für die Evangelisierung, Sektion für die Erstevangelisierung und die neuen Teilkirchen
- Dikasterium für die Glaubenslehre, Sektion für die Glaubens- und Sittenlehre
- Dikasterium für die orientalischen Kirchen, Sektion für das Verhältnis zwischen den mit Rom unierten Ostkirchen und dem Heiligen Stuhl
- Dikasterium für den Klerus, Sektion für Angelegenheiten der Priester und Diakone des Diözesanklerus
- Dikasterium für die Institute geweihten Lebens und für die Gesellschaften apostolischen Lebens. Die Aufgaben dieser Sektion umfassen die Anerkennung, rechtliche Regulierung und disziplinarische Beaufsichtigung aller Institute des geweihten Lebens und Gesellschaften apostolischen Lebens.[74]
- Dikasterium für die Kultur und die Bildung, Sektion für Kultur (kultureller Austausch, Erhalt des Erbes) und Sektion für Bildung (katholische Schulen und Hochschulen)
- Dikasterium für die Gesetzestexte,[75] Sektion für die Auslegung von Gesetzestexten, insbesondere des Codex Iuris Canonici
- Päpstliche Kommission für den Staat der Vatikanstadt, Sektion, die im Namen des Papstes die Legislative im Staat Vatikanstadt ausübt

## Pontifikat (seit 2025)

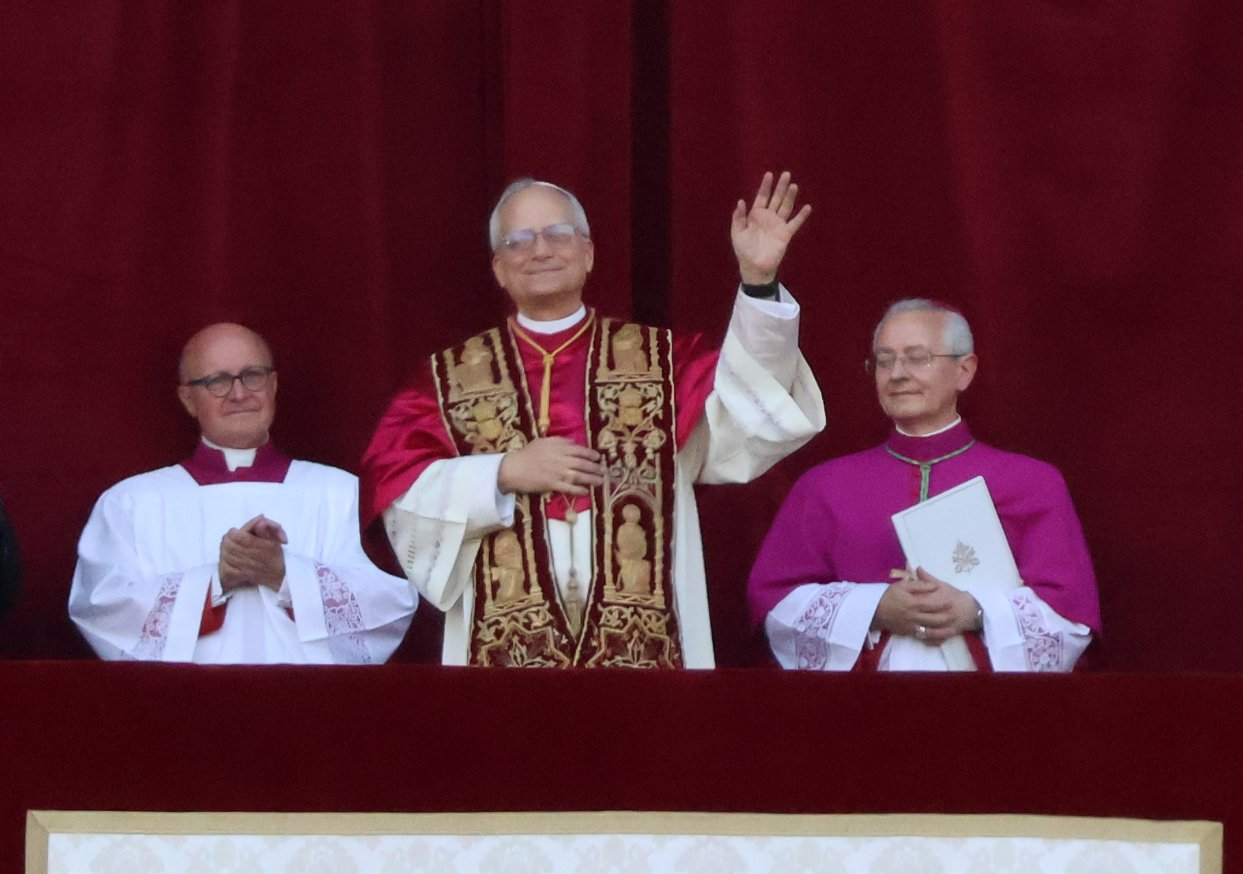
Leo XIV. nach seiner Wahl am 8. Mai 2025 auf der Benediktionsloggia des Petersdoms

### Wahl und Amtsbeginn
Am 8. Mai 2025 wurde Prevost am zweiten Tag des Konklaves – des ersten Konklaves, an dem er als Kardinal teilnahm – im vierten Wahlgang zum Papst gewählt. Er nahm den Papstnamen Leo XIV. an. Etwa eine Stunde nach der Wahl verkündete Kardinalprotodiakon Dominique Mamberti den neuen Papst der Öffentlichkeit auf der Benediktionsloggia des Petersdoms. Leo XIV. erschien danach auf dem Balkon, um die auf dem Petersplatz versammelte Menge zu begrüßen, seine erste Ansprache zu halten und den nach einer Papstwahl üblichen Segen Urbi et orbi zu spenden. Dabei trug er das Rochett, die päpstliche Sommermozzetta aus rotem Seidenkamelott und die Stola, die im Raum der Tränen bereitgelegen hatten. Sein Vorgänger hatte seinerzeit sowohl das Rochett als auch die hermelinverbrämte Wintermozzetta aus rotem Samt abgelehnt und die Stola der vier Evangelisten, die für Benedikt XV. angefertigt worden war, erst zur Segenshandlung umgelegt. Während Franziskus die Menschenmenge profan begrüßt hatte (Fratelli e sorelle, buona sera – Brüder und Schwestern, guten Abend), rief Leo XIV. wieder das traditionelle und liturgische Pax vobiscum („Friede sei mit euch“), worauf die Gemeinde antwortet mit Et cum spiritu tuo („und mit Deinem Geiste“). Leo XIV. rief in seiner ersten Ansprache zum Brückenbauen und Frieden auf. Darin steckt auch ein Vorsatz, bedeutet doch der päpstliche Titel Pontifex maximus „oberster Brückenbauer“. Zudem ist er seit seiner Wahl zum Papst von Amts wegen Präfekt des Dikasteriums für die Evangelisierung. Papst Franziskus hatte das Amt im Juni 2022 durch die Apostolische Konstitution Praedicate Evangelium auf den römischen Pontifex übertragen. Seine Wahl galt als Kompromiss zwischen dem konservativen und dem liberaleren Lager.
Am Tag nach seiner Wahl feierte er seine erste päpstliche heilige Messe in der Sixtinischen Kapelle. Er bat dabei die Kardinäle um Unterstützung, warnte im Allgemeinen vor Glaubensverlust und dem Streben nach Macht und Vergnügen. Bei seiner Amtseinführung am 5. Sonntag der Osterzeit Cantate, 18. Mai 2025, erhielt Leo XIV. das Pallium und den Fischerring als Zeichen des Petrusdienstes. Er verzichtete, wie alle seine Vorgänger seit Johannes Paul I., auf die traditionelle Krönungsmesse und die anschließende Krönung mit der päpstlichen Tiara.
Leo XIV. ist der erste Staatsbürger der USA und durch seine zweite Staatsbürgerschaft zugleich der erste Peruaner, der das Papstamt bekleidet. Er ist auch der erste Papst, der dem Augustinerorden angehört.
Am Vortag seiner Wahl schrieb die Neue Zürcher Zeitung, er gelte als „pragmatischer Mann der Mitte und als Vermittler zwischen den Welten des amerikanischen Katholizismus“. Aufgrund seiner Herkunft, seiner US- und peruanischen Staatsbürgerschaft sowie seiner Wirkungsgebiete in Seelsorge, geistlicher Ausbildung und kirchlicher Administration in den Vereinigten Staaten, Peru und Rom wird er als Kosmopolit beziehungsweise als Weltbürger bezeichnet. Evelyn Finger auf Zeit Online beschrieb Leo XIV. als „so weit ‚links‘, […] so liberal, dass bis zuletzt kaum ein Vatikanist glaubte, das Kardinalskollegium könnte sich auf einen wie ihn einigen“. Matthias Rüb konstatierte in der FAZ: „Leo bricht mit dem Traditionsbrecher Franziskus, indem er zu alten Traditionen zurückkehrt, ohne jedoch den Bruch mit seinem unmittelbaren Amtsvorgänger zu suchen.“
Leo XIV. übernahm den Vatikanstaat in einer finanziell schwierigen Lage; so hinterließ ihm sein Vorgänger eine Verschuldung von rund zwei Milliarden Euro.

### Namenswahl

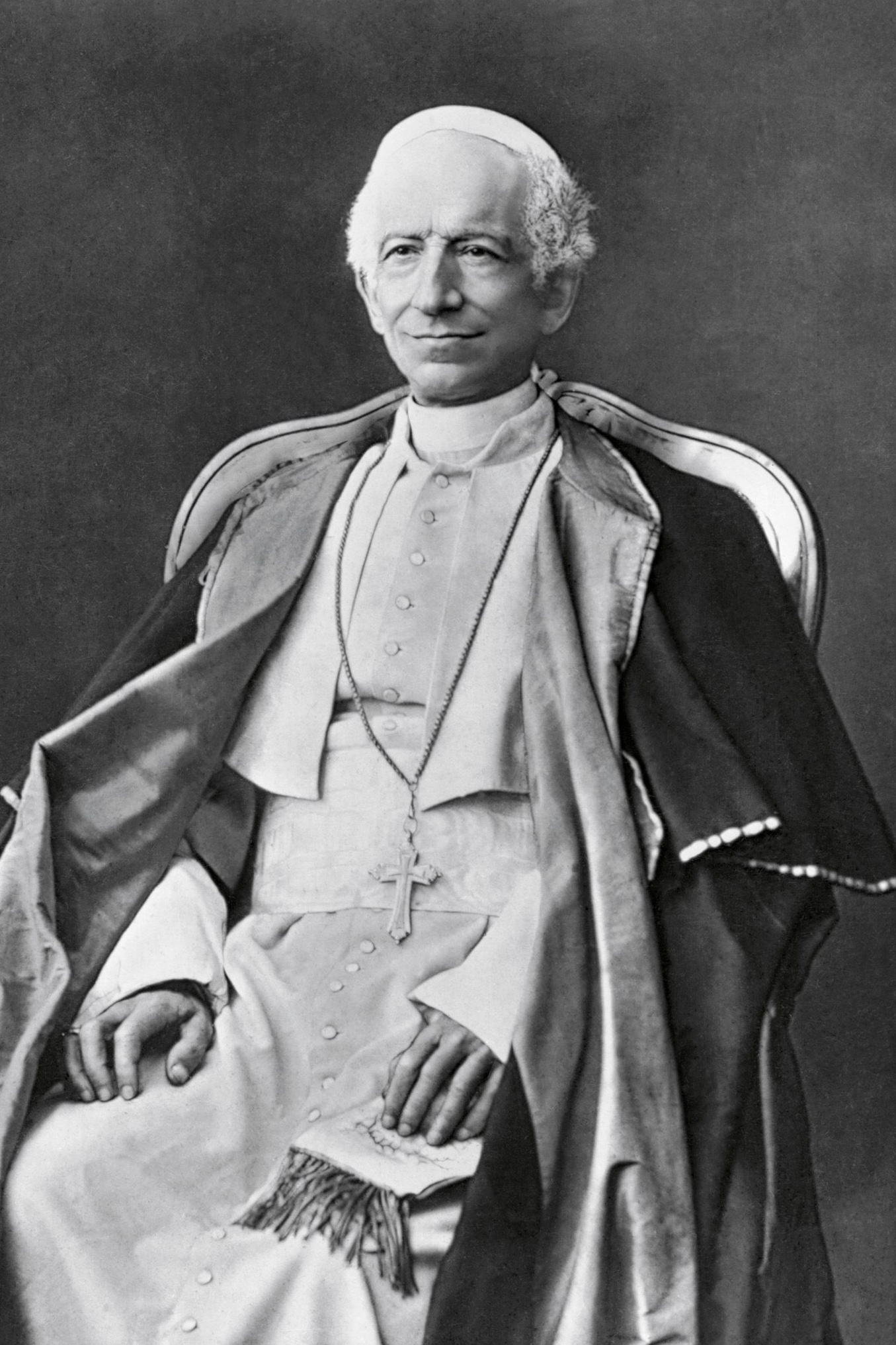
Prevost wählte den päpstlichen Namen Leo zu Ehren von Leo XIII. (1810–1903) aufgrund dessen Soziallehre und Schriften.

Leo ist das lateinische Wort für „Löwe“. In seiner ersten Ansprache an das Kardinalskollegium verwies der neu gewählte Papst insbesondere auf den letzten Amtsinhaber dieses Namens, Leo XIII., und dessen Sozialenzyklika Rerum Novarum aus dem Jahr 1891. Leo XIII. galt als „Arbeiterpapst“, der sich während der industriellen Revolution für faire Löhne, Arbeiterrechte und soziale Gerechtigkeit einsetzte und somit als Begründer der katholischen Soziallehre gilt. Leo XIV. erklärte, dass die Kirche allen den Schatz ihrer Soziallehre als Antwort auf eine weitere industrielle Revolution und auf die Entwicklungen im Bereich der künstlichen Intelligenz anbiete, denn diese stellten neue Herausforderungen für die Verteidigung der Menschenwürde, der Gerechtigkeit und der Arbeit dar. Damit wolle er eine Linie fortsetzen, die Papst Franziskus mit seiner Option für die Armen begonnen hatte. Ähnlich habe sich Leo XIV. bereits beim gemeinsamen Essen nach Abschluss des Konklaves geäußert, wie der chilenische Kardinal Fernando Chomalí berichtete.
Eine weitere Inspiration war Papst Leo der Große, der als bedeutender Lehrer des Glaubens und Verteidiger der kirchlichen Einheit im 5. Jahrhundert gilt. Seine Reliquien ließ Leo XIV. in sein Brustkreuz (Pektorale) einsetzen.

### Wappen

Papstwappen von Leo XIV.

Das Papstwappen ist weitgehend an Prevosts Wappen als Bischof und später Kardinal angelehnt. So hat er als Papst beispielsweise einige heraldische Elemente und den Wahlspruch in illo uno unum (dt. „in dem, der eins ist, sind wir eins“, wörtl. „in jenem Einen eins“) übernommen. Das Wappen stelle, so der Journalist José García, eine Vereinigung von marianischen und augustinischen Elementen dar und solle die Einheit der Kirche symbolisieren.
Der Wappenschild ist schräglinks blau silber geteilt. In Feld 1 befindet sich eine silberne Lilie. Diese weist auf Reinheit und Unschuld hin und wird deswegen mit der Gottesmutter Maria in Verbindung gebracht. Feld 2 zeigt ein vom Liebespfeil durchbohrtes brennendes Herz auf einem Buch – das Heiligenattribut des heiligen Augustinus und Symbol des Augustinerordens, dem der Papst angehört. Es spielt auf die Bekehrung des heiligen Augustinus an. Wie bei den Wappen der letzten beiden Päpste ist das Oberwappen die Mitra; die gekreuzten goldenen und silbernen Schlüssel, die von einer roten Kordel zusammengehalten werden, sind Symbol der päpstlichen Autorität. Leo XIV. setzt die Neuerung von Papst Franziskus fort: Das Papstwappen besitzt einen Wahlspruch, der mit dem des Kardinalswappens identisch ist. Auch Leo greift zudem auf die Grundform des Wappens Benedikts XVI. zurück, das anstelle der Papstkrone oder Dreifachkrone (Tiara) erstmals eine bischöfliche Mitra zeigt, die an die Symbolik der Tiara erinnert. Sie ist silbern und trägt drei goldene Bänder (die drei Gewalten des Weiheamts, der Jurisdiktion und des Lehramts), die vertikal im Zentrum miteinander verbunden sind, um so ihre Einheit in derselben Person aufzuzeigen.

### Soziale Netzwerke
Am 13. Mai 2025 wurden die offiziellen sozialen Netzwerke des Papstes nach dem Tod von Franziskus wieder aktiviert. Leo XIV. setzte damit die Linie seiner Vorgänger in Bezug auf soziale Netzwerke fort. Auf X ist er mit einem Konto namens @Pontifex vertreten, das in den neun Sprachen Englisch, Spanisch, Portugiesisch, Italienisch, Französisch, Deutsch, Polnisch, Arabisch und Lateinisch verfügbar ist. Er ist ebenfalls auf der Social-Media-Plattform Instagram präsent, auf der ein offizielles Profil mit der Bezeichnung „@Pontifex – Pope Leo XIV“ existiert.

### Lebensweise
Leo XIV. wird wahrscheinlich wieder die Papstwohnung im obersten Stockwerk des Apostolischen Palastes bewohnen, während Franziskus sich eine große Wohnung im vatikanischen Gästehaus Domus Sanctae Marthae hatte einrichten lassen. Die Rückkehr in den Apostolischen Palast soll ein ausdrücklicher Wunsch der Kardinäle in den Beratungen des Vorkonklaves gewesen sein. Mehrere Medien berichteten über einen Einzug des Papstes und die Umbauarbeiten in der Papstwohnung, jedoch blieb eine offizielle Bestätigung vorerst aus.
Zu seinem Privatsekretär ernannte er den peruanischen Augustinerpater Edgard Iván Rimaycuna Inga, den er 2006 als Priesterseminaristen in Rom kennengelernt und 2015 als Pfarrvikar an die Kathedrale von Chiclayo geholt hatte. 2017 war Rimaycuna nach Rom gezogen, um am Päpstlichen Bibelinstitut seine Ausbildung fortzusetzen; nachdem 2023 auch Prevost als Erzbischof nach Rom gekommen war, machte er Rimaycuna zu seinem Mitarbeiter im Dikasterium für die Bischöfe. Der Privatsekretär übt eine protokollarisch unbedeutende, faktisch aber sehr einflussreiche Position aus.
Ab dem 6. Juli 2025 verbrachte Papst Leo einige Wochen in Castel Gandolfo. Der dort liegende Renaissance-Palast ist die traditionelle Sommerresidenz der Päpste, die von seinem Amtsvorgänger Franziskus nicht genutzt wurde. Die Residenz gehört seit dem 16. Jahrhundert dem Heiligen Stuhl. Durch den Verzicht von Franziskus, seinen Sommer in Castel Gandolfo zu verbringen, brachen dort die Zahlen an Pilgern und Besuchern ein. Die Stadt erhofft sich von der sommerlichen Anwesenheit des Papstes eine Steigerung der Besucherzahlen, da sie vor allem vom Tourismus lebt. Diesem ist förderlich, dass Papst Franziskus den Palazzo Pontifico 2016 in ein für die Öffentlichkeit zugängliches Museum umwandeln ließ. Leo XIV. kündigte an, das Museum bestehen zu lassen und das inzwischen museal aufbereitete Papst-Appartement im Palast nicht zu beziehen. Stattdessen bewohnte er die Villa Barberini, die sich in den weitläufigen Gärten der Sommerresidenz befindet. Auch das gelegentliche Zelebrieren von Heiligen Messen in der Pfarrkirche sowie das traditionelle sonntägliche Angelus aus dem Palastfenster von Castel Gandolfo, das bei früherten Päpsten üblich gewesen war, nahm er wieder auf. Am 9. Juli 2025 empfing er in der Villa Barberini den ukrainischen Präsidenten Wolodymyr Selenskyj. Am 12. Juli 2025 gab er im Innenhof des Palastes eine Generalaudienz für mehrere hundert Frauen und Männer aus katholischen Ordensgemeinschaften, die in Rom ihre Generalkapitel abhielten. Am 22. Juli 2025 kehrte Leo von seinem ersten Aufenthalt in Castel Gandolfo zurück.

### Friedenspolitik
In Bezug auf die Geopolitik verurteilte er die russische Invasion der Ukraine als „eine echte Invasion, die imperialistischer Natur ist und bei der Russland versucht, aus Machtgründen Territorium zu erobern“. Er forderte in einer seiner ersten großen Reden als Papst einen Waffenstillstand im Gaza-Krieg. Leo XIV. sieht Frieden als zentrales Thema seines Pontifikats und ruft eindringlich dazu auf, „nie wieder Krieg“ zu führen und sich für einen echten, dauerhaften Frieden einzusetzen. Er betont, dass Frieden im Inneren beginnt: „Nur ein friedvolles Herz kann Frieden verbreiten, in der Familie, in der Gesellschaft und in den internationalen Beziehungen.“ Gewaltlosigkeit soll die Methode und den Stil aller Entscheidungen, Beziehungen und Handlungen bestimmen. Um den Frieden zu bewahren, ist es unerlässlich, Institutionen des Friedens zu schaffen – sowohl auf politischer Ebene als auch in den Bereichen Bildung, Wirtschaft und Gesellschaft. Nachdem am 17. Juli 2025 die einzige katholische Pfarrei in Gaza von einer Granate getroffen worden war, wiederholte Leo XIV. am Folgetag in einem Telefonat mit Israels Premierminister Benjamin Netanjahu seine Forderung nach einem Waffenstillstand und der Wiederaufnahme von Verhandlungen zur Beendigung des Kriegs.
Im Mai 2025 gab die italienische Ministerpräsidentin Giorgia Meloni bekannt, der Vatikan stehe für Friedensverhandlungen zwischen Russland und der Ukraine zur Verfügung. Leo XIV. sagte dazu, dass der Vatikan bereitstehe, „damit sich die Feinde begegnen und einander in die Augen schauen können, damit den Völkern die Hoffnung zurückgegeben wird und ihnen die Würde wiedergegeben wird, die sie verdienen, die Würde des Friedens“. Während eines Telefonates im Juni 2025 forderte er Wladimir Putin zu einer Friedensgeste im Krieg gegen die Ukraine auf.

### Soziallehre
Bereits vor seiner Amtseinführung traf sich Papst Leo XIV. am 17. Mai 2025 in der Sala Clementina mit Mitgliedern der vatikanischen Stiftung Centesimus Annus Pro Pontifice und hob in seiner Ansprache die Bedeutung der Soziallehre der Kirche als Weg der Reflexion und des Dialogs hervor. Der Papst fokussierte in seiner Kernbotschaft auf das Verständnis des Lehramts als offener, gemeinsamer Erkenntnisweg. Zudem betonte er die Notwendigkeit des kritischen Denkens im Umgang mit der digitalen Revolution und forderte in dieser historischen Zeit großer sozialer Umwälzungen die Weiterentwicklung der Soziallehre der Kirche durch Zuhören und Dialog.

### Klimapolitik
Aus Anlass des von der Weltkirche ausgerufenen Gebetstages zur Bewahrung der Schöpfung beklagte Leo XIV. in einem Schreiben, dass „unsere Erde in verschiedenen Teilen der Welt mittlerweile im Verfall begriffen“ sei und die „ökologischen Verwüstungen“ nicht ausreichend Beachtung fänden. Damit knüpft er an das klima- und umweltpolitische Engagement von Papst Franziskus an, das in dessen zweiter Enzyklika von 2015, Laudato si’, dargelegt ist.